# Морозов, Василий Фёдорович (полковник)
Васи́лий Фёдорович Моро́зов (23 декабря 1925 — 8 марта 2007) — военный, Герой Советского Союза.

## Биография
Родился в 1925 году в посёлке Васильсурск, ныне посёлок городского типа Воротынского района Нижегородской области, в семье рабочего. Работал в лесхозе.
В Советской Армии с января 1943 года. После окончания Винницкого военно-пехотного училища с июня 1943 года в действующей армии. Командир отделения 2-й гвардейской мотобригады (3 гвардейский танковый корпус, 5 гвардейская танковая армия, 2-й Украинский фронт).
Гвардии старшина Морозов отличился в боях 2—4 мая 1944 года в районе деревни Васкани в 11 километрах восточнее города Пашкини в Румынии. Устроив засаду в деревне, лично уничтожил более 20 солдат противника, поджёг гранатами 3 автомашины, организовал атаку, первым ворвался в траншею противника, заменил выбывшего командира взвода и продолжал выполнять боевую задачу. Звания Героя Советского Союза удостоен 13 сентября 1944 года.
В 1947 году окончил танковое училище в городе Щербакове, в 1959 году — Академию бронетанковых войск. С 1972 года — начальник политотдела спецчастей Брестского гарнизона. С 1981 года — полковник в запасе.
Проживал в городе Брест. С 1982 года по 1993 год работал начальником отдела Брестского облисполкома. С 1990 года — председатель Брестского областного Совета общественного объединения ветеранов. Вёл активную общественную жизнь. Избирался депутатом Верховного Совета Республики Беларусь XII созыва, областного и городского Советов депутатов. Участвовал в военно-патриотическом воспитании населения. Являлся членом президиума Совета республиканского общественного объединения ветеранов.
Похоронен на Гарнизонном кладбище Бреста.

## Награды
Награждён орденами Ленина, Отечественной войны I степени, Трудового Красного Знамени, двумя орденами Красной Звезды, многими медалями, грамотами Президиума Верховного Совета Республики Беларусь и Брестского областной Совет депутатов.
15 апреля 1999 года Указом Президента Республики Беларусь был награждён Орденом «За службу Родине» III степени.

## Память
- В Васильсурске на здании школы укреплена мемориальная плита в честь Героя.